# Анчабадзе (род)
Анчабадзе (груз. ანჩაბაძე), также известна как Ачба (абх. А́чба) — грузино-абхазская княжеская фамилия, вероятно происходящая от князей Абазгии, позже правившей в Абхазском царстве.
После распада Грузинского царства в конце XV века Абхазия попала под влияние Османской империи, что вынудило нескольких членов семьи бежать в восточную Грузию — Картли и Кахети. Таким образом, они образовали три основные ветви: картлийские Мачабели и кахетинские Абхази. Все эти три рода впоследствии вошли в состав русского дворянства: Мачабели и Абхази в 1826/1850 годах и Анчабадзе в 1903 году.
Однородцами Ачба также считаются абазинские князья Лоовы, абхазские Чхотуа и грузинские Чхеидзе и Эристовы-Рачинские. Ветвями Ачба являются абхазские княжеские фамилии Чаабалырхуа и Шат-Ипа. По результатам Y-ДНК теста у представителей рода Анчабадзе-Ачба выявлены Y-гаплогруппа G2a2-L1264, субклад G-FT239194, в результате чего подтверждено общее происхождение с абазинскими (Лоовы, Бибердовы, Айсановы, Гаповы, Трамовы Дударуковы, Джегутановы и Чикатуевы) и кабардинскими (Кешоковы, Дикиновы, Шипшевы) аристократами.

## Известные представители рода
- Анчабадзе, Вианор Тарасович — нарком здравоохранения Абхазии.
- Анчабадзе, Зураб Вианорович — советский историк, первый ректор Абхазского университета.
- Анчабадзе, Георгий Зурабович — советский и грузинский историк.
- Анчабадзе, Юрий Дмитриевич — российский историк.
- Ачба, Николай Батович — Абхазский винодел.
- Ачба, Валерий Владимирович — представитель абхазской культуры в области классического вокала, доцент Тбилисской Государственной Консерватории.
- Ачба, Тамара Валериевна — пианистка, представитель грузинской фортепианной школы, профессор венской консерватории музыки и сценических искусств, доцент венского университета музыки и сценических искусств.
- Анчабадзе, Георгий Джемалович — грузинский футболист.

## Владения
С родом Ачба связано множество топонимических названий по всей Абхазии, а также в соседних регионах:
- Чбыихудаара — «перевал (его) Ачба»;
- Чбаарта — «река (их) Ачба»;
- Чаабалырхуа — «холм (их) Ачба»;
- Чааркыт — «село ачбавцев» область села Кутол Абжуйского района Абхазии.
- Ачабети — бывшее грузинское село в Южной Осетии (груз. — «земля Ачабов»)
- Члоу — сокращенно от «Ачба Лоу».